# 弗朗什维尔 (奥恩省)
弗朗什维尔（法語：Francheville，法語發音：[fʁɑ̃ʃvil] ⓘ）是法国奥恩省的一个市镇，属于阿让唐区。

## 地理
弗朗什维尔（48°38'11"N, 0°3'23"W）面积9.72 平方千米，位于法国诺曼底大区奧恩省，该省份为法国西北部内陆省份，北起顺时针与卡爾瓦多斯省、厄尔省、厄尔-卢瓦省、萨尔特省、马耶讷省和芒什省接壤。
与弗朗什维尔接壤的市镇（或旧市镇、城区）包括：唐克、阿瓦讷、拉贝利耶尔、布塞、弗勒雷、拉朗德德古。

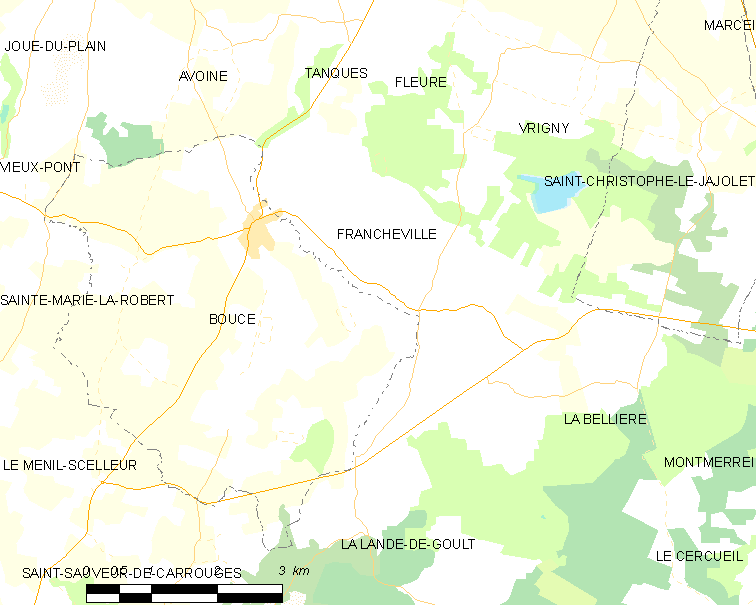
的OSM定位图

弗朗什维尔的时区为UTC+01:00、UTC+02:00（夏令时）。

## 行政
弗朗什维尔的邮政编码为61570，INSEE市镇编码为61176。

## 政治
弗朗什维尔所属的省级选区为塞镇县。

## 人口

1962-2008年间人口变化图示

弗朗什维尔于2022年1月1日时的人口数量为132人。